# Bataillon Fantôme
Le bataillon Fantôme (батальон «При́зрак») ou brigade Fantôme (Prizrak) est une unité d'infanterie prenant part à la guerre du Donbass en s'opposant aux forces gouvernementales de Kiev. Son fondateur est Alexeï Mozgovoï (en) (1975-2015).
Son état-major se trouvait au début dans une fabrique de verre de Lyssytchansk. Il est armé de missiles antichars, de missiles sol-air à courte portée, et d'armes légères.

## Historique
Le bataillon s'est formé à Lougansk à l'époque des manifestations populaires antigouvernementales d'avril 2014. Ce n'est au début qu'une simple section. Mais le commandant de la brigade Alexeï Mozgovoy affirme fin décembre 2014 disposer de jusqu'à 3 000 combattants. La brigade a rapidement acquis une réputation « redoutée » et a été considérée comme l'une des meilleures unités fidèles à la République populaire de Lougansk (RPL). Cependant, la Brigade Prizrak est volontairement restée en dehors des structures de coordination en développement parmi les séparatistes, ne rejoignant initialement ni l'Armée du Sud-Est ni la Milice populaire de la RPL. Début 2015, elle participe à la bataille de Debaltseve.
Après une dissension avec le commandement de l'armée du Sud-Est, la section quitte Louhansk et s'installe dans des camps d'été près d'Olkhovka, puis à côté d'Antratsyt et de Sverdlovsk (base de tourisme Iasseni, pilonnée par les forces gouvernementales le 27 mai 2014). L'unité a ensuite été réorganisée sous le nom de « 4e Brigade de défense territoriale ( Altchevsk ) » des Forces armées unies de Novorossiya.
Mozgovoy est tué dans une embuscade avec un engin piégé et par arme à feu le 23 mai 2015, avec un certain nombre de ses gardes du corps. Les autorités séparatistes imputent la responsabilité à des assassins ukrainiens, mais les enquêteurs et les membres de son unité soupçonnent ses rivaux locaux d'en être responsables. Igor Guirkine, ex-agent du FSB et ex-ministre de la Défense de la République Populaire de Donetsk (RPD), affirme lui que Mozgovoy a été tué par l'unité paramilitaire Wagner.

## Crimes de guerre
Un ancien prisonnier de guerre ukrainien de la brigade Prizrak a déclaré à Amnesty International que ses ravisseurs l'avaient brutalement torturé, lui et d'autres prisonniers, notamment en le battant quotidiennement, en le laissant presque mourir de faim, en le poignardant et en lui tirant sur des parties du corps. Le groupe a également forcé les prisonniers à lire leurs aveux à la télévision russe.